# Attaque du 14 novembre 2020 en Éthiopie
 (novembre 2020).
L'attaque du 14 novembre 2020 en Éthiopie est une fusillade de masse contre un bus survenue le 14 novembre 2020 dans la région du Benishangul-Gumuz, dans l'ouest de l'Éthiopie, alors que le bus circulait entre Wenbera et Chagni. L'attaque a fait au moins 34 morts.